# Liverpool Football Club 1996-1997
Questa voce raccoglie le informazioni riguardanti il Liverpool Football Club nelle competizioni ufficiali della stagione 1996-1997

## Maglie e sponsor
Lo sponsor tecnico per la stagione 1996-1997 è Reebok, mentre lo sponsor ufficiale è Carlsberg.
| Manica sinistra · Manica sinistra · Maglietta · Maglietta · Manica destra · Manica destra · Pantaloncini · Calzettoni | Manica sinistra · Manica sinistra · Maglietta · Maglietta · Manica destra · Manica destra · Pantaloncini · Calzettoni |  |

## Organigramma societario
Area direttiva
- Presidente: David Moores

Area tecnica
- Allenatore: Roy Evans
- Allenatore in seconda: Ronnie Moran, Sammy Lee, Doug Livermore
- Preparatore dei portieri: Joe Corrigan

Area sanitaria
- Massaggiatore: Phil Babb

## Rosa
| N. |                        | Ruolo | Calciatore        |
| -- | ---------------------- | ----- | ----------------- |
| 1  | Inghilterra (bandiera) | P     | David James       |
| 2  | Inghilterra (bandiera) | D     | Rob Jones         |
| 3  | Inghilterra (bandiera) | D     | John Scales       |
| 3  | Norvegia (bandiera)    | D     | Bjørn Tore Kvarme |
| 4  | Irlanda (bandiera)     | D     | Jason McAteer     |
| 5  | Inghilterra (bandiera) | D     | Mark Wright       |
| 6  | Irlanda (bandiera)     | D     | Phil Babb         |
| 7  | Inghilterra (bandiera) | C     | Steve McManaman   |
| 8  | Inghilterra (bandiera) | A     | Stan Collymore    |
| 9  | Inghilterra (bandiera) | A     | Robbie Fowler     |
| 10 | Inghilterra (bandiera) | C     | John Barnes       |
| 11 | Inghilterra (bandiera) | C     | Jamie Redknapp    |
| 12 | Inghilterra (bandiera) | D     | Steve Harkness    |
| 13 | Inghilterra (bandiera) | P     | Tony Warner       |

| N. |                        | Ruolo | Calciatore          |
| -- | ---------------------- | ----- | ------------------- |
| 14 | Inghilterra (bandiera) | D     | Neil Ruddock        |
| 15 | Rep. Ceca (bandiera)   | C     | Patrik Berger       |
| 16 | Inghilterra (bandiera) | C     | Michael Thomas      |
| 18 | Inghilterra (bandiera) | A     | Michael Owen        |
| 18 | Inghilterra (bandiera) | C     | Phil Carnock        |
| 19 | Irlanda (bandiera)     | C     | Mark Kennedy        |
| 20 | Norvegia (bandiera)    | D     | Stig Inge Bjørnebye |
| 21 | Inghilterra (bandiera) | D     | Dominic Matteo      |
| 22 | Inghilterra (bandiera) | C     | Jamie Cassidy       |
| 23 | Inghilterra (bandiera) | D     | Jamie Carragher     |
| 24 | Galles (bandiera)      | A     | Lee Jones           |
| 25 | Inghilterra (bandiera) | C     | David Thompson      |
| 26 | Danimarca (bandiera)   | P     | Jørgen Nielsen      |
| 28 | Australia (bandiera)   | C     | Nick Rizzo          |

## Risultati

### Coppa delle Coppe
| Sedicesimi di finale - Andata | MyPa | 0 – 1 | Liverpool |  |

| Sedicesimi di finale - Ritorno | Liverpool | 3 – 1 | MyPa |  |

| Ottavi di finale - Andata | Sion | 0 – 1 | Liverpool |  |

| Ottavi di finale - Ritorno | Liverpool | 6 – 3 | Sion |  |

| Quarti di finale - Andata | Brann | 1 – 1 | Liverpool |  |

| Quarti di finale - Ritorno | Liverpool | 3 – 0 | Brann |  |

| Semifinale - Andata | Paris Saint-Germain | 3 – 0 | Liverpool |  |

| Semifinale - Ritorno | Liverpool | 2 – 0 | Paris Saint-Germain |  |